# Sawirus ibn al-Muqaffa'
Sawirus ibn al-Muqaffa'  (lateinisch Severus, griechisch Severos; arabisch ساويرس بن المقفع, DMG Sāwīris b. al-Muqaffaʿ) war koptischer Bischof von Aschmunain (50 km südlich von Minia in Oberägypten) im 10. Jahrhundert. Er hat 26 Bücher auf Arabisch geschrieben und wird als der erste koptisch-arabische Autor betrachtet. Er ist berühmt für seine Geschichte der Patriarchen von Alexandrien der Kopten („Alexandrinische Patriarchengeschichte“), die von vielen Nachfolgern fortgeführt wurde.